# Vendelsö IK
Vendelsö IK är en idrottsklubb från Vendelsö i Haninge, Stockholms län. Klubben utövar fotboll och innebandy samt tidigare ishockey och bordtennis.